# Coolie Town (Castries)
Coolie Town es una localidad de Santa Lucía, que forma parte del distrito de Castries.